# Abteh
Abteh (en àrab ابطيح, Ibtīḥ; en amazic ⴰⴱⴹⴰⵃ) és una comuna rural de la província de Tan-Tan, a la regió de Guelmim-Oued Noun, al Marroc. Segons el cens de 2014 tenia una població total de 264 persones.